# Сешра
Сешра́ (фр. и окс. Sécheras) — коммуна во Франции, находится в регионе Рона — Альпы. Департамент коммуны — Ардеш. Входит в состав кантона Турнон-сюр-Рон. Округ коммуны — Турнон-сюр-Рон.
Код INSEE коммуны — 07312.
Коммуна расположена приблизительно в 460 км к юго-востоку от Парижа, в 75 км южнее Лиона, в 50 км к северу от Прива.

## Население
Население коммуны на 2008 год составляло 481 человек.
| 1962 | 1968 | 1975 | 1982 | 1990 | 1999 | 2008 |
| ---- | ---- | ---- | ---- | ---- | ---- | ---- |
| 246  | 253  | 233  | 233  | 297  | 308  | 481  |

## Администрация
| Период | Период | Фамилия           | Партия | Профессия |
| ------ | ------ | ----------------- | ------ | --------- |
| 2001   | 2008   | Жан-Поль Мезоннас |        |           |
| 2008   |        | Паскаль Балеи     |        |           |

## Экономика

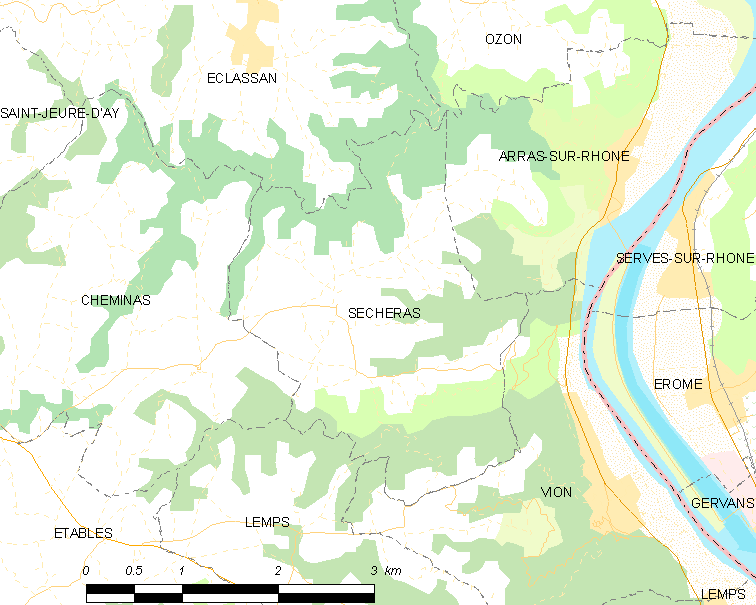
Карта коммуны

В 2007 году среди 295 человек в трудоспособном возрасте (15—64 лет) 226 были экономически активными, 69 — неактивными (показатель активности — 76,6 %, в 1999 году было 74,1 %). Из 226 активных работали 199 человек (112 мужчин и 87 женщин), безработных было 27 (9 мужчин и 18 женщин). Среди 69 неактивных 27 человек были учениками или студентами, 21 — пенсионерами, 21 были неактивными по другим причинам.